# 興宣大院君
興宣大院君（こうせんたいいんくん、フンソンテウォングン、흥선대원군、大院王〈たいいんおう、テウォンワン〉、嘉慶25年12月21日〈1821年1月24日〉 - 光武2年2月2日〈1898年2月22日〉）は、李氏朝鮮末期の王族、政治家。字は「時伯」。号は「石坡」、「海東居士」。日本では、単に「大院君」と称される。本名は李 昰応（り かおう、イ・ハウン、이하응）。南延君の四男。母は郡夫人驪興閔氏。高宗の実父。
1864年1月から1873年11月まで、高宗の実父として朝鮮の国政を司り、外戚の専横排除に関連した古い体制打破を目的とした、具体的には有能な人材の登用、官制改革の実施、小作人制度の撤廃による農地の平等分与などを目指した。一方、1866年にフランス人神父9名やカトリック信者約8,000名を捕らえて処刑（丙寅教獄）するなど、キリスト教を徹底して弾圧、これを機に同年江華島へ侵攻したフランス艦隊を撃退している（丙寅洋擾）。更に、通商を求めて大同江を遡上してきたアメリカ商船ジェネラル・シャーマン号を焼き払い（ジェネラル・シャーマン号事件）、鎖国をあくまで堅持しようとした。また外戚の専横排除を目的に閔妃を高宗の王妃にするが、かえって国政から追放された。乙未事変で閔妃が暗殺された後も政治の舞台に復帰することなく、1898年に79歳で死去した。
「大院君」とは直系でない国王の実父に与えられる称号であるが、生前この称号を得た（つまり「大院君」としての事績がある）のが、興宣大院君のみであることと、後述のように李朝時代末期において多大な影響をもたらしたため、現在、単に「大院君」は興宣大院君を指す。敬称は、「閣下」と「大院位大監」(대원위대감)である。

## 生涯

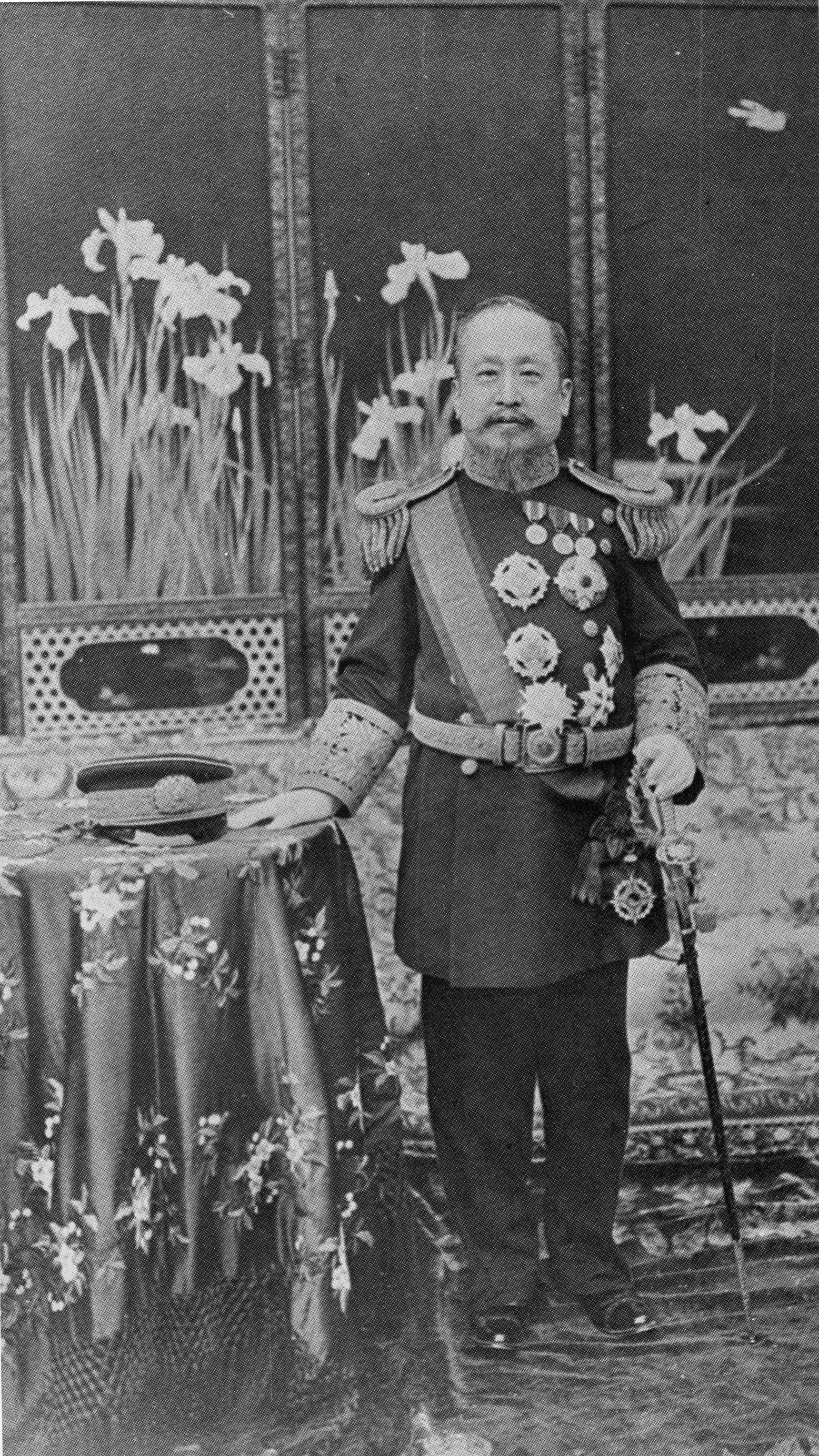
次男高宗

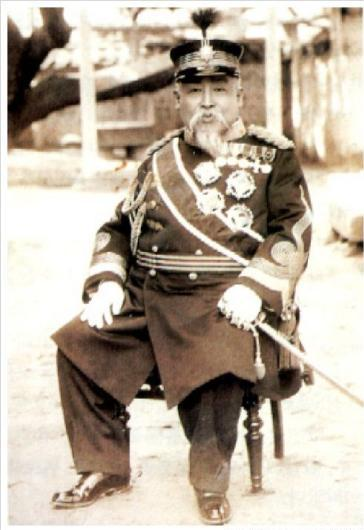
長男完興君

### 初期の活動

#### 出生と家系
後の興宣大院君となる李昰応は1821年1月24日（純祖20年12月21日）、現在のソウル特別市鍾路区安国洞で、父南延君と、母郡夫人驪興閔氏の四男として出生した。父の南延君は、英祖の子の荘献世子の三男・恩信君の養子となった。本系は仁祖の8世孫。7代祖は麟坪大君、6代祖は福寧君、5代祖は義原君、高祖父は安興君、曾祖父は李鎮翼、祖父が李秉源である。長兄興寧君は僅か8歳で死去し、母を12歳の時に亡くすなど不幸に見舞われながらも、父南延君から漢学を学び、姻戚の縁で金正喜の門下生となって学んだ。13歳で、母と12親等の驪興府大夫人閔氏と婚姻する。17歳の時に父を亡くすが、長男完興君、次男高宗などが早くから生まれた。また妾が二人いた。

#### 青年期
1841年（憲宗7年）興宣正となり、興宣都正を経て、1843年（憲宗9年）興宣君に封爵された。1846年（憲宗12年）には緩陵遷葬都監の代尊官になり、備辺司堂上を経て、1847年（憲宗13年）宗親府有司堂上になり、璿派人（王族）を管理した。同年6月に冬至使に任命され、北京への使行を命じられるが、病気を理由に固辞して、行かなかった。若くして両親を亡くし、王族といっても傍系に過ぎなかった興宣君の生活は苦しく、描いた絵を両班に売って生計に充てていたという。そうした時期にも王族の地位を高めようと活動し、安東金氏とも取引して金炳学や金炳国らから経済的援助を引き出す等つながりを深め、後の執政期における人脈の基盤を築いていった。その後、司僕寺提調、五衛都摠府都摠管などの閑職を勤めた。

#### ならず者
憲宗が薨逝した頃、興宣君は王孫として王位継承者の候補者になったが、安東金氏の思惑により排除された。哲宗を即位させた安東金氏は勢道政治の基盤を強化し、王族を厳しく監視していたので、興宣君は保身策として凡暗を演じ、「千河張安」と呼ばれた千喜然、河靖一、張淳奎、安弼周などのならず者たちと関わり、妓生と昼夜遊んだりしていた。そうした有様を安東金氏からは「宮道令」と卑称されて油断され、監視から免れた。この頃は勢道家などを回っては乞食のように振る舞って食事を得たり、使用人を与えられるなどして生活していた。小説家金東仁の「雲峴宮の春」には、当時の大院君は酒に溺れていたが、内面では気概を保ち、唾を吐かれた時は拭き取って大きく笑ってみせ、必要以上に食べて侮辱までも甘受していた、とある。

#### 王位への布石

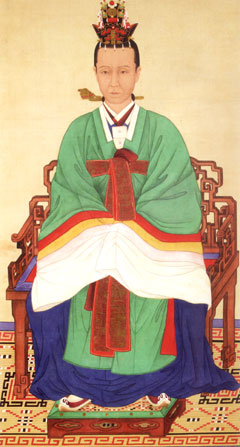
神貞王后

興宣君はならず者か乞食のような装いの裏で着々と有力者に近づく努力を続けていた。親交を結んだ趙成夏（承侯君）の伝手で、彼のおばに当たり安東金氏に対抗する豊壌趙氏の神貞王后の知己を得ることに成功する。興宣君と神貞王后は謀議を重ね、息子の命福(高宗の幼名)を王位継承者とする合意を得た。それによって宮中の宦官や女官を包摂し、王族とのつながりを深くした。安東金氏とも親交を結ぶ為に金炳学や金炳国らと通じ、安東金氏の中からも興宣君を支持する者も現れた。

### 第一次執政期

#### 乞食から国父に

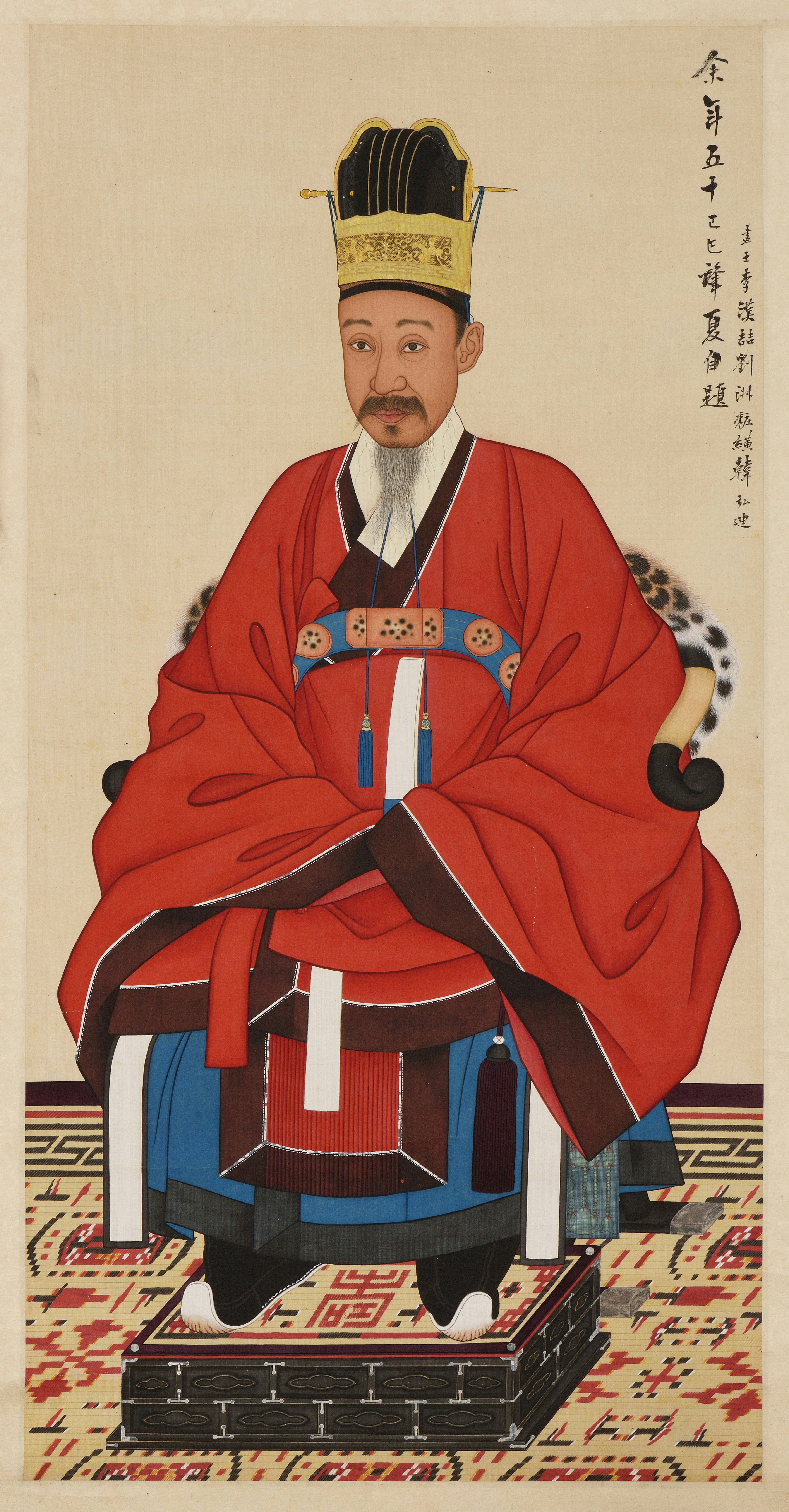
1869年の金冠朝服の肖像画

1864年1月に哲宗が薨逝すると、神貞王后は早速命福を「翼成君」に封爵し、院相鄭元容ら元老の意見を利用して王位につけた。息子が王となったことで、興宣君はあらためて「興宣大院君」に封爵された。朝議では、前例の無い存命中の大院君の立場について議論され、礼遇については国王以上の待遇を与える代わりに政治に口出しできない名誉職とする案もあったが、最終的には地位は国王の下、三政丞の上に設定され、礼遇は三政丞などが乗る四人轎の乗車はしないなど下の設定を取ることで参政が許され、垂簾聴政を行う神貞王后の補佐という名目で摂政となった。実際は神貞王后が大院君に大権を委任していた。

#### 基本政策
摂政の座に着いた大院君は、早速勢道家一門を官職追放し、老論派一党独裁を終わらせ、各党派の人材を均等に登用し、王権維持のために王族を主要な官職に抜擢し、李朝500年の規則を破って庶子を科挙に応試させ要職につけるなど諸派勢力の均衡を図って、相対的に専制王権を強化しようとした。とはいえ勢道家や権門家(名門両班)の支持あっての大院君だったので、一部の権門勢家の勢力を残し、自らに包摂することで大権を保持した。大院君は儒教政策を推し進め、勢道政治を終わらせ、党派と身分の貴賎を問わず、能力に応じて人材を登用する人事行政を行い、専横による腐敗や堕落した王朝を、もう一度再建しようとしていたが、国外対策については鎖国政策を採ることを布告し、従来の政策を推し進めた。公文書には王の教書と記さず「大院位分付」と記した。

#### 王権改革

##### 国内政策
政治・軍事の最高機関であった議政府を復活させて、非特権層からの人材登用を図った。三政（田税・軍役・還穀）の税制を改革した。書院の整理・撤廃や、景福宮の再建、願納銭の徴収、当百銭の製造、天主教の弾圧などを強行した。

##### 制度改革
法治秩序の再整備に向けて勢道政治や貪官汚吏など堕落した王朝を再建するため、「大典会通」、「六典条例」、「三班礼式」、「両銓便考」、「五礼便考」、「宗府条例」などの法典を編纂して、綱紀粛正を行い、中央集権・専制王権の体制を確立させ、また三政の紊乱などで堕落した税制を変えるため、還穀制を社倉制に切り替え、荒れ果てた土地や作物が取れない土地は土地台帳に記載をやめさせ、守令や郷吏の監理を怠らず、監察を名目で横暴な振る舞いを行った、導掌や宮差の派遣を禁止し、暗行御史などを派遣して、租税の横領や売官売職を行う者を厳しく処罰し、解由文記などの報告書を自らが閲覧するなどして、徹底的に制度改革を実施した。他にも衣服制度を改革し、贅沢を厳禁し、両班の賄賂を隠すための長く伸びた服装を改良したりした。この制度改革は1862年の真珠泯乱で疲弊した民心を一時的に掴むことができた。

##### 書院整理
朝鮮にはそのころ、800ほどの書院（儒学の学校あるいは塾で、儒教を尊重した李朝における権威は強かった）があったが、ほとんどの書院は権威を嵩に着た横暴や専横がひどく、墨牌という金銭を奉納しろという告知書を不正利用して、納めない者への私刑が横行する有様で、書院によるこのような弊害は国庫に打撃を与えるほどであったので、1864年8月書院が保有する土地に税金をかけ、所有奴婢の身分解放などを行った。特に大院君は摂政となって即座に、朝鮮4大書院の一つでありながら横暴や不正が甚だしかった華陽洞書院の権限を取り上げるように命じ、後には廃止させた。背景には大院君が過去に、華陽洞書院の儒生に殴られたことがあったためといわれる。最終的に大院君は指定した47書院を除く全ての書院を廃止させ、祀られていた先賢の位牌を国が管理して、庶民の負担軽減を図ろうとした。この書院整理で搾取に苦しんでいた民衆の支持を得られたが、逆に儒学者からの反発を招くこととなる。集団上京してくる儒者を武力で鎮圧する強硬策で臨んだことで、大院君を支持していた各党派からも批判を受け、執権層の老論派はこの頃から閔妃に接近し、後には大院君を弾劾するまでに至った。

##### 権限分権
1864年1月、大院君は軍事権と行政権を一体化して保持していた備辺司から行政権を議政府に軍事権を国外対策のみに減らした。さらに翌年3月、備辺司は議政府に統合され備局として設置された。1868年には備辺司の軍権を三軍府として復設させ、勢道政治による集権化した軍権を整備するため、訓錬都監など勢道政治の基盤になった軍権を剥奪し、国王の親衛隊龍虎営の権限を強化し、自らに通じるようにした。また武職には武科出身の専門の軍人、王族、大院君の側近を任命した。とくに三軍府を厚く重用し、格別の待遇を用意した。後に新式軍隊が設置されると、これらの者たちは大院君側についた。また他にも六曹には執吏を配置して自らの情報統制などを行い、議政府には八道都執吏を配属させた。

#### 通商修交拒否政策

##### 丙寅教獄と丙寅洋擾

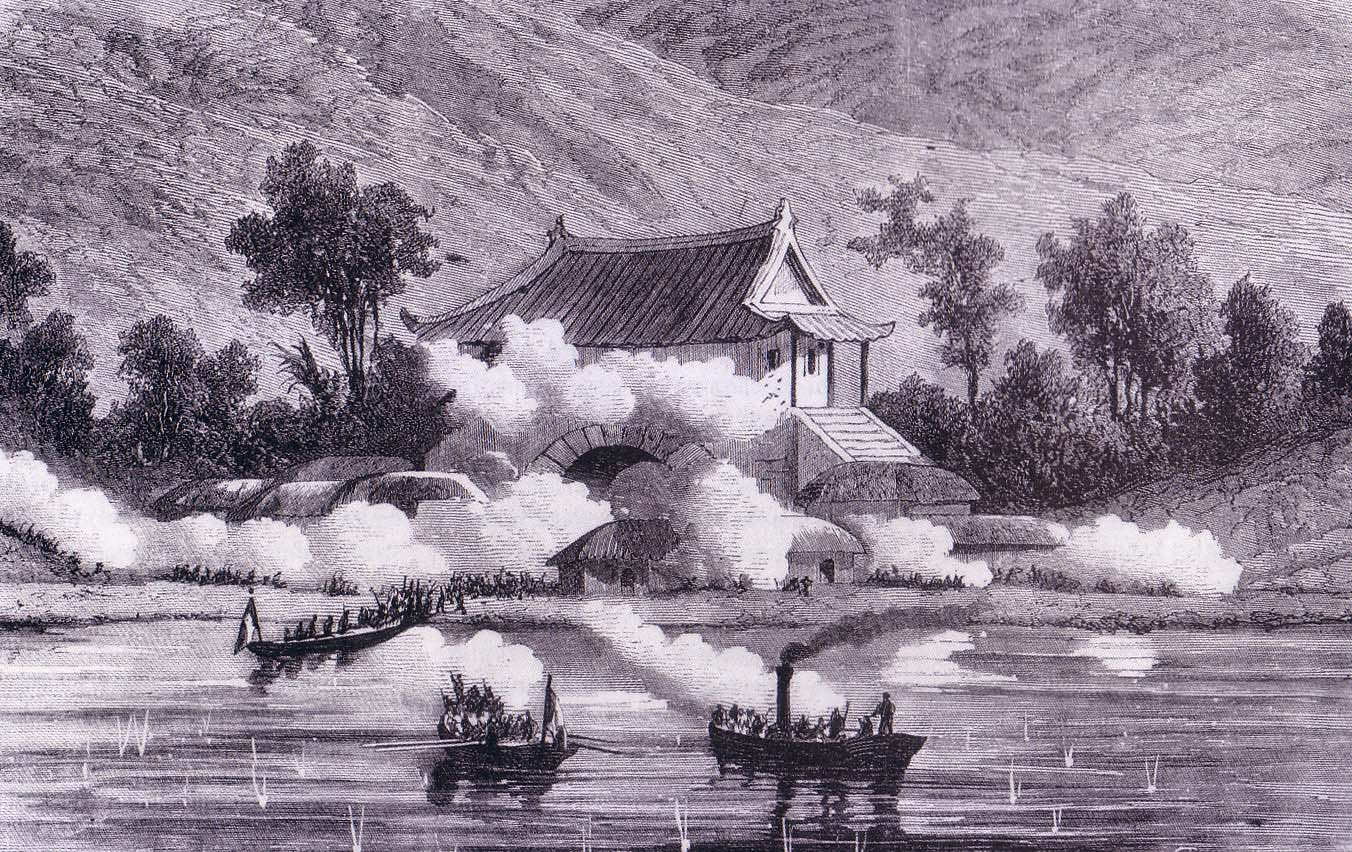
丙寅洋擾

1864年（高宗1年）2月28日、ロシア側から豆満江より咸鏡道に南下して通商の許諾を要求する書簡が送られてくるが、大院君は使者を捕らえて処罰し拒絶を表した。一方ではフランスのカトリック宣教師たちと接触し友好的な態度を示して、ロシアの南下を交渉で防げるならば天主学を認めると取引を持ちかけた。しかし、金炳学や金炳国らが反対に回り、大院君に迫って天主学の後ろには欧米列強があり、今や朝鮮地区と呼ばれるほど天主学が浸透していると警告し、政治的に困難な状況に陥った為、大院君は態度を翻し、1866年に南鐘三などをはじめ8000人近くのカトリックが処刑され、フランス人宣教師12人中9人が処刑された（丙寅教獄）。助命された宣教師のリデルは朝鮮をなんとか脱出してこれを報告し、丙寅洋擾が勃発する。
リデルがフランス海軍司令官ロゼに丙寅邪獄について報告すると、ロゼは艦隊7隻の兵士800人を率いて江華島を攻撃した。外奎章閣から様々な書物を略奪し、その中には今日のフランスにおける重要所蔵物の外奎章閣図書などもある。これはフランス側が首都包囲作戦を敢行しようとしたが、失敗して撤退する際に行ったものである。この一件は大院君を大いに自信づけ、国防強化を行った。

##### ジェネラル・シャーマン号事件と辛未洋擾

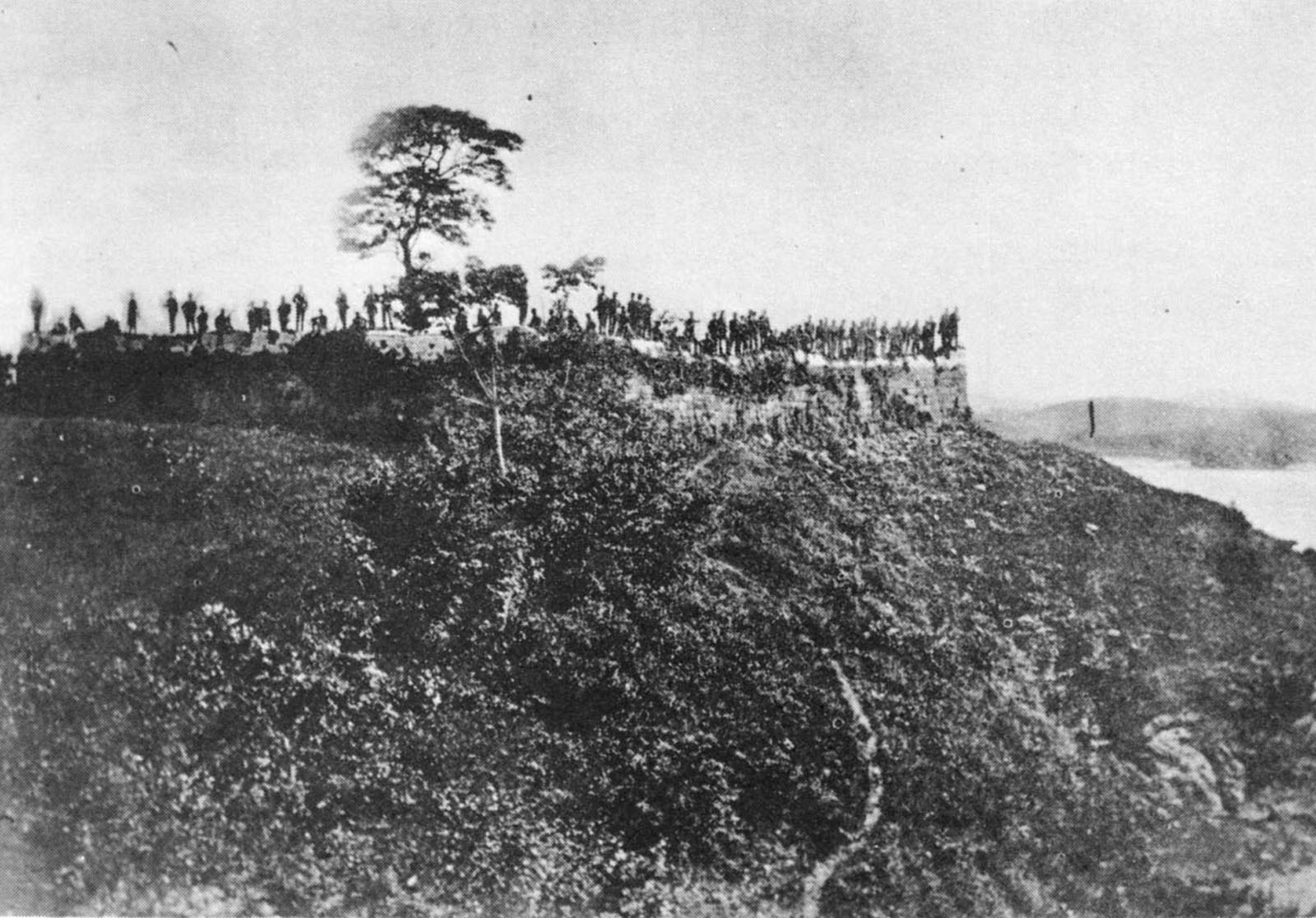
辛未洋擾

丙寅洋擾の2ヶ月前、アメリカの武装商船ジェネラル・シャーマン号が平壌大同江に到着し、開港を求めたが、平壌監司の朴珪寿は中軍の李鉉益に食糧や薪と水を支給し退去させよと命を下した。ところが李玄益が乗る小舟が転覆させられ、李玄益はシャーマン号に監禁された。その上シャーマン号は民衆を砲撃して民衆との攻防戦になるが、大同江の水位が下がり始めて身動きのままならなくなったシャーマン号に朝鮮側は反撃を加えて座礁に追い込み、乗員もろとも船を焼き払った。大院君は、朝鮮の兵士がアメリカ軍を撃退したと宣言した。
アメリカはジェネラル・シャーマン号が朝鮮で消失したことを知って確認をとろうとするが、朝鮮側は丙寅洋擾の戦果に自信を持っていたのでアメリカ側に強硬姿勢を貫き要求を突っぱねた。清国駐在のアメリカ公使のローは事件への賠償と開港を求めて、艦隊5隻と兵士1200人により江華島を攻めて占領したが、大院君は要求に応えず持久戦に持ち込み、アメリカ軍を撤退させた。

##### 斥和碑建設
1868年4月英国商船とドイツ商人オッペルトが忠清道沿岸に来て、朝鮮の開港を求めたが拒否された。そこでオッペルトは興宣大院君の父、南延君の徳山にある墓の副葬品を盗掘しようと試みるが、失敗に終わって朝鮮から脱出するはめになった。事を知らされた大院君は激怒し、カトリック迫害、鎖国・攘夷政策を強化し、西洋人を野蛮人として、各地に「欧米列強が侵犯しているのに戦わずして和親するのは売国だ。」と刻んだ斥和碑を建てさせ、朝鮮民衆に攘夷を呼びかける檄を飛ばしたが、大して反響を得ることはなく、逆に大院君の鎖国政策は失脚の原因となる。後に日韓併合までに斥和碑は破壊された。

#### 閔妃揀択
神貞王后は一族の勢力を強化するため、同族の趙冕鎬の娘を高宗の后にしようとするが、大院君が反対し失敗に終わる。1865年、大院君は急遽、王后揀択を試みた。これは、権門勢家の政治的影響力を削ぐための方策であったが、その存在を無視することもできず有力候補はほぼ権門勢家の娘であった。結局、驪興府大夫人閔氏が積極的に遠縁の閔妃を推薦したので、権門勢家の影響も考慮して閔妃を王后に指名した。閔妃は王后となって間もない頃は大人しく従順だったが、夫である高宗の無関心や大院君の態度のため、次第に大院君を敵視した。高宗の寵愛する李尚宮が長子・完和君を出産すると大院君は歓喜し、一方その頃から閔妃に対しては無視するなど冷酷な態度を取るようになり、閔妃との軋轢が生じた。

#### 景福宮再建

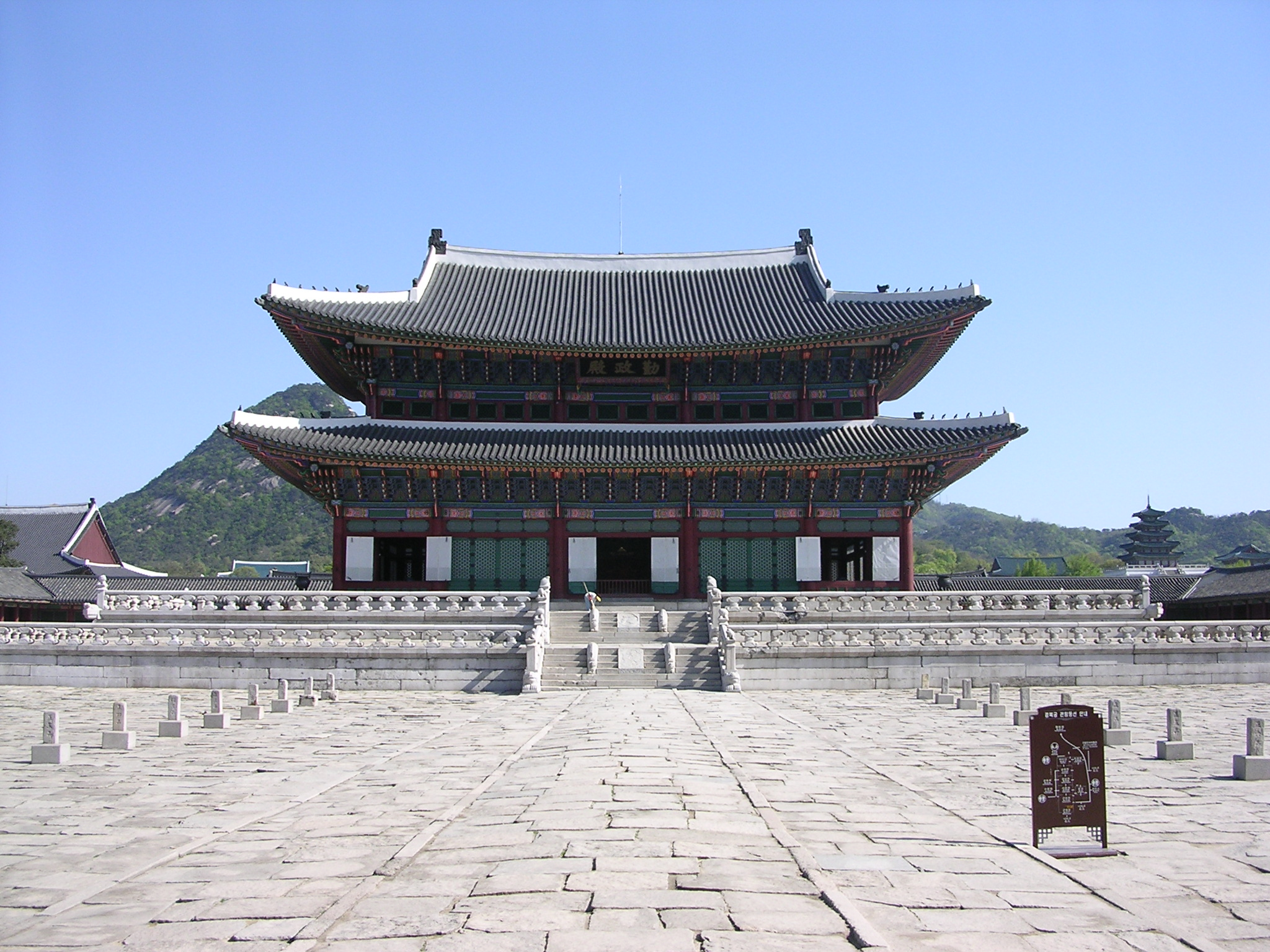
景福宮

朝鮮本来の王宮である景福宮は文禄の役で焼失後270年間に渡って再建されないままとなっていた。憲宗の代で再建が計画されたものの、財政の逼迫から実現不可能となっていた。だが大院君は国家的権威の再建のため、先王の意思を受け継ぐという口実を掲げ、諫言を退けて計画を強行した。建設費8千万両とされる莫大な資金は、願納銭や特別税を課して強制徴収し、工事には連日数万人の庶民を動員し、人夫の為に俳優、歌手、妓生などを呼んで慰問した。しかし1866年3月、大規模な火災が起こり完成間近の景福宮は焼失してしまう。重臣達はそろって再建中止を提唱したが大院君は聞き入れず再々建を推進。都城4大門を通過する際に通行料を取り、庶民から寄付金を出させ、當百銭などの貨幣を鋳造して建設費を調達した。また各所の霊園の木を伐採するなどして強引に材木を調達した。巨額資金の収集に奔走する役人たちの間ではおびただしく不正が横行し、租税の横領や、不当な課税、売官売職などの貪官汚吏が蔓延り、當百銭は悪質貨幣になってしまった。

#### 打開政策
景福宮再建による財政の逼迫のため、両班の特権を見直しを行った。約200年間免除されてきた政務を復活させ、一戸あたり二両を徴収し、さらに戸布制を施行し軍布二匹を徴収させた。両班は尊厳を害するとして反発したが、大院君はこれを無視して施行させた。これにより両班はもちろん、次第に国民全体が大院君の強引な政策に反発するようになる。また一方で大院君は国防強化を図り、金箕斗と姜潤に砲軍の育成、木炭蒸汽甲艦、水雷砲などの新兵器開発を指示した。ほかにも、西洋艦隊の銃弾を防ぐ為、綿でつくった背甲を開発したが、背甲は重く厚いので簡単に脱げないことなどの問題があった。改良型も開発されたが、通気性が悪く、銃弾が当たると発火してしまい、実用には到らなかった。また1860年代末から鶴羽造飛船と名づけた飛行船を軍器監に命じて開発させていた。これは大院君が見た西洋の熱気球に影響を受けたものでガチョウ、鶴の羽を集めて熱気球に接着させ、船が砲弾に耐えられるよう開発されたが、浮上がままならず船が水につくなどして失敗した。

#### 独裁と失政

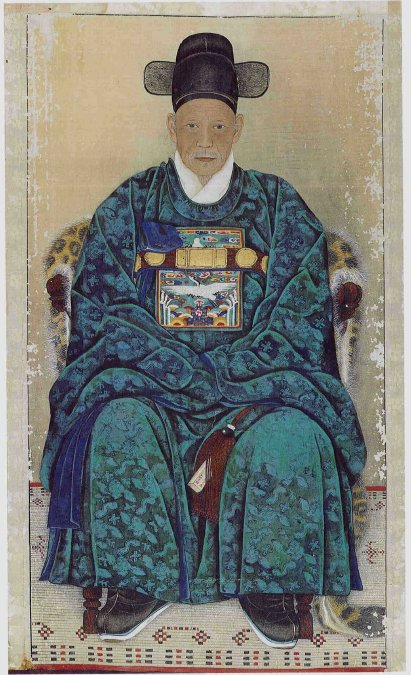
崔益鉉

大院君は自らが執政を行い、軍事権、行政権、人事権を王命によって施行した。これを儒学者黃玹は独裁だと指摘した。勢道政治でもある程度の範囲で合意や話し合いで物事を決定したが、大院君はもっぱら自らの独断で物事を進め、どのような命令書でも大院君の目を通し、許可なくしては施行できなかった。人事に関しても、大院君は事前に候補者名簿を作り、強引な人事異動を行わせた。大院君によって地方官に抜擢された中には、租税を横領し、大院君の権威をかさに来て、横暴の限りを尽くす者もいた。大院君の独裁政治を皆が批判する情勢に乗じ、大院君を憎む閔妃は追い落としを画策し、裏で有力者に接近する。神貞王后や権門勢家も次第に閔妃側につき、ついに有力者崔益鉉と連携して大院君を失脚させた。

### 失脚直後

#### 大院君弾劾
1873年11月3日、大院君の政治を批判する上疏を崔益鉉が提出し、これを受けて閔妃と神貞王后が高宗にこの国は大院君の国なのかと問い詰めた結果、高宗をはじめ権門勢家及び各党派そろって大院君を失脚に追い込み、雲峴宮で隠居させた。あらためて高宗の親政が宣言され、事態を主導した閔妃は大院君に代わって大権を握ることになった。閔妃は攘夷強硬派であった大院君と違って西洋や日本に対しては好意的な態度を示して開国政策に転じ、日朝修好条規をきっかけとして朝鮮の門戸開放を進めた。

#### 懐かしき大院君

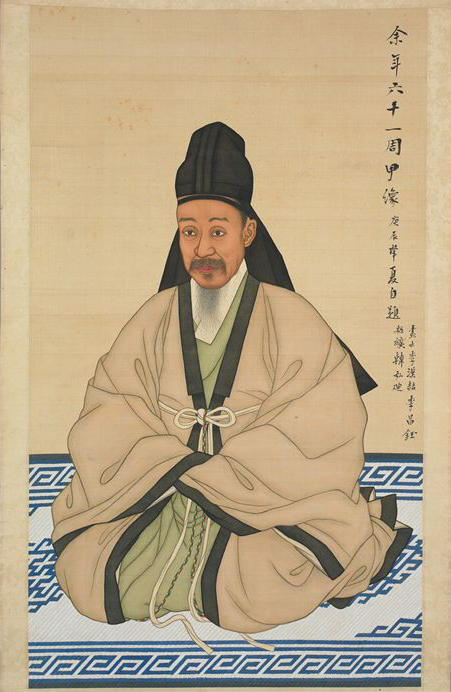
1880年の肖像画

大権を掌握した閔妃は一族を要職につけて権力を独占。今度は閔妃一族が職権乱用や不正蓄財に走るようになった。憤りと失望が人々の間に広まり、かつて反発した大院君の執政期を懐かしむようになり、勢道政治や縁故主義の対義語として人々に浸透した。一方、この頃は儒学者達は大院君失脚を多いに喜んだ。

#### 対立関係
執政の座を追われた大院君だが権勢への野心は衰えることなく、親政を行っている高宗と実際の執政者である閔妃一族を、事あるごとに排除することを画策し、自身に都合のいい王を立てて執政を掌ろうした。長男完興君は従順だったが血筋的に王位につけることは難しいので、完興君の子にあたり、軟弱な高宗と比べ大院君に似た強い意思の持ち主と見られた永宣君を推すようになった。大院君失脚を喜んでいた儒学者達や敵対勢力も、閔妃の開国政策について慎重な態度を表しはじめ、結局のところ儒学者達も掌を返し、大院君の鎖国政策を評価する形で有力儒学者の奇正鎮、柳麟錫も大院君を多いに支持し、老論派系も同じ手を取って、開国政策を批評して大院君側に回った。大院君の敵対勢力を簡単に説明すると、閔妃派は後に事大派となり、保守的で清国の制度を再編入及び宗主国として再認し、清が頼りにならないと知ると事大先をロシアに鞍替えした。さらにこの後、福沢諭吉邸で決起した金玉均・朴泳孝・金弘集らを中心とした開化派がある。開化派は親日的で日本とつながることで脅威となる。

#### 改革の逆行
閔妃は大院君の改革を差し戻すかのように、儒学者の支持を得る為に財政的に弊害となる書院を復設させ、各党派及び有能な人材を官職につけさせる人事行政をやめさせ、閔妃の重用する人物が要職に就くことになった。大院君の政策によって官職に就いた者は放逐され、大部分の両班は失望した。成均館儒生及び八道の儒生は王宮に押し寄せて閔妃を非難するが、閔妃に同情する高宗の胸には響かなかった。この頃大院君は揚州郡稷洞に下った。黃玹の「梅泉野録」によれば、この頃の閔妃は元子(世子の冊封前の称号)を出産したので、巫堂ノリという儀式などを毎日行わせ、その額は国家予算の数倍にも上った。とうぜん内需司では賄いきれず、各省庁の公金を使用し、大院君が備蓄した国庫金を一年足らずで使い果たして破綻させてしまった。貪官汚吏は閔妃一族が握る官吏や利権を得るため、競って財物を献上していたとある。このような事があって民衆も大院君を支持するようになる。

#### 閔升鎬爆殺
1874年春に景福宮に火災が発生して高宗が昌徳宮に避難する事態となり、同時に閔妃一族の最高権力者閔升鎬の邸宅にも火災が発生した。閔妃は大院君が放火させたと主張したが具体的な証拠がなく追求できなかった。1874年11月に閔升鎬が一家もろとも仕掛け爆弾で殺害された。高宗と閔妃は嘆き悲しみ、閔妃は大院君が背後にいると何度も訴え、大院君の元兵使・申哲均が拷問され自白するも、本人への累は及ばなかった。恨みが収まらない閔妃は、翌年11月大院君の兄興寅君の家を襲撃させる事件を起こした。

### 対立期

#### 第二次執政期

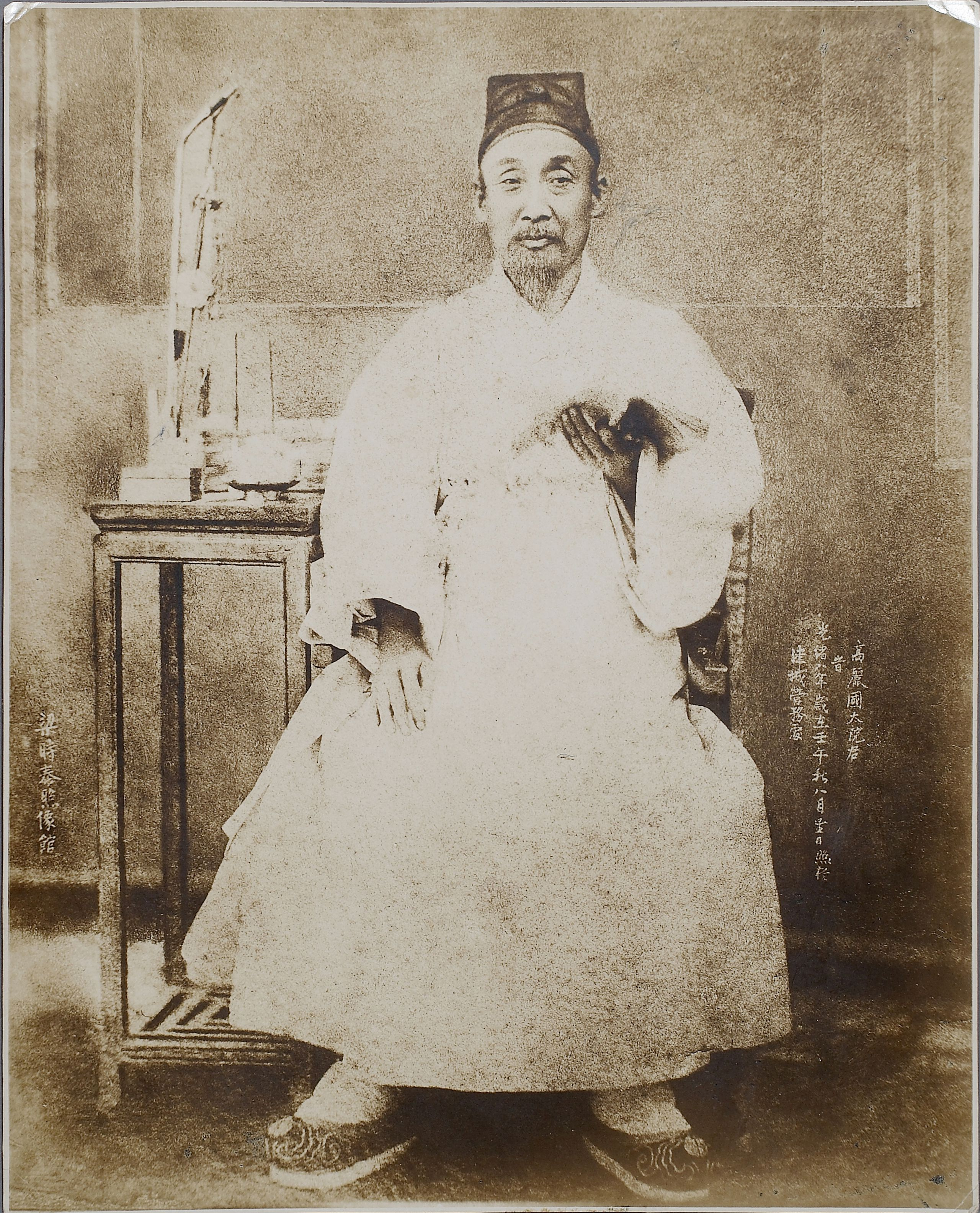
幽閉中の大院君（1883年）

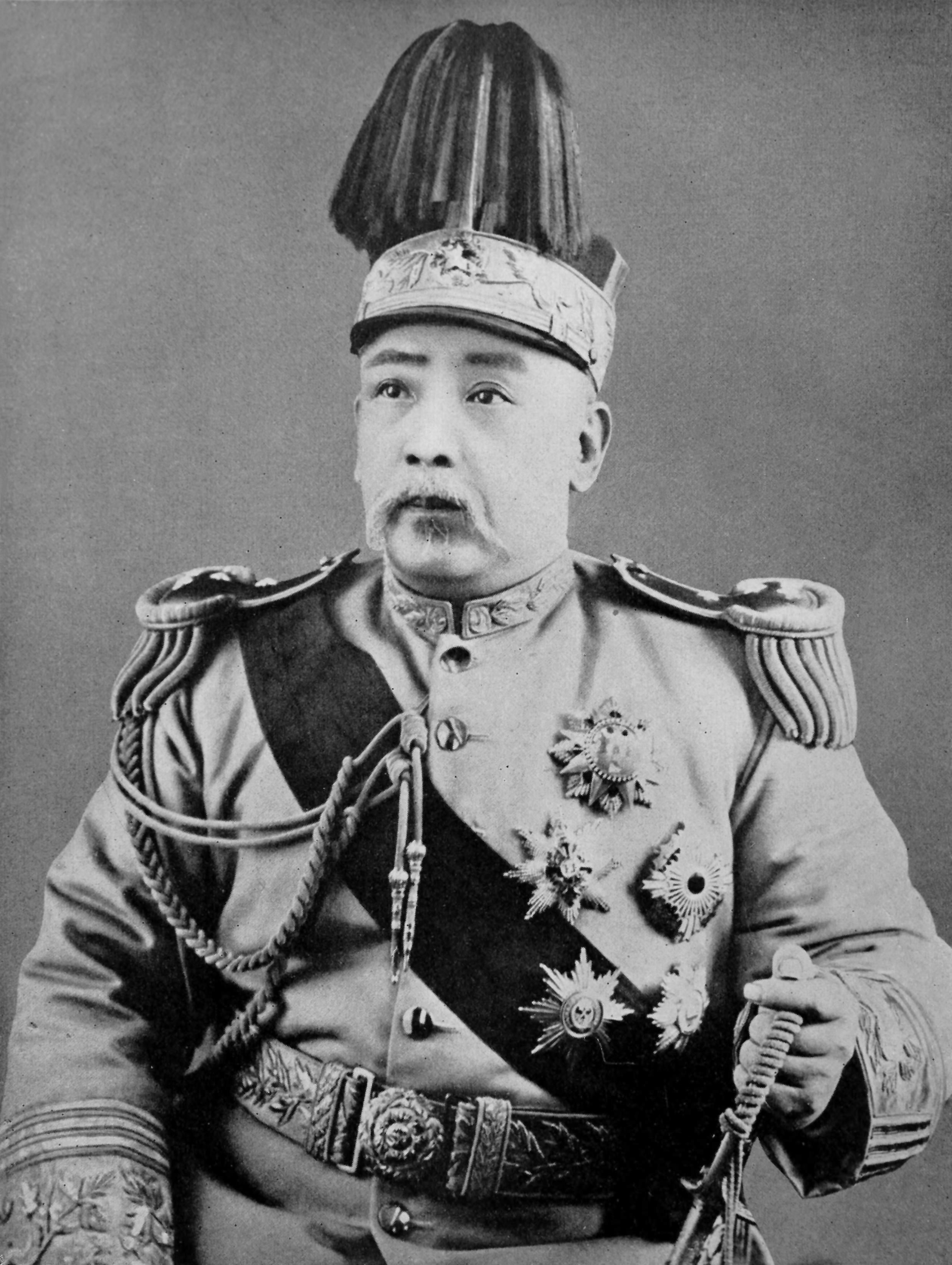
袁世凱

1882年、閔妃派の待遇に不満を持つ旧式軍隊や大院君派が暴動を起こし、閔妃派を一掃して大院君を執政者に推薦する事件が起こった。大院君の側近である許煜は軍の先頭に立って閔妃を殺害しようとするが、閔妃は事変を察知しており洪啓薫の妹を装って宮中から脱出し、実家の驪州に身を隠した。閔謙鎬は重熙堂で乱兵に向かって「大監（大院君の尊称）」への命乞いを叫びながら殺された。宮中は乱兵が「中殿はどこだ」と叫びたてながら荒らしまわり、死体が燃やされて凄惨な光景が広がった。大院君は宮中に出廷して閔妃は死去したと虚偽報告と葬儀を行ない、高宗からは壬午軍乱の事態収拾の為に大権の委任を得た。大院君は閔妃の死を公式に宣言し、新式軍隊の武衛営・壮禦営・別技軍を廃止し、かわりに五軍営・三軍府を復設させた。

#### 大院君幽閉
壬午軍乱により大院君は政敵を排除し執政に返り咲いたかに見えた。ところが、閔妃は朝鮮に駐屯していた清の袁世凱に近づいた。反乱鎮圧と日本公使護衛を名目に派遣された清国軍が漢城にやってきて、馬建忠は大院君を接待して軍事問題を会談した。馬建忠は大院君を半ば強引に輿に乗らせて京畿道華城郡南陽湾まで移動させ、その後は船で天津へ行き、大院君を直隷省保定府に幽閉した。幽閉中の大院君は絵を描いて過ごし、特に蘭の花の絵は清でも評判になった。大院君が清国に幽閉された際、アメリカ政府は、「朝鮮は清国の従属国家であり半島における何世紀にもわたる封建的国家としての支配は清国によって承認された」というコメントを発表した。1882年12月、長男完興君が訪問して、1883年3月に一時帰国し、同年5月にはまた清国に戻った。清国に滞在している間は、清国の役人から「凶宣君（閔妃派による蔑称）」・「凶鮮君（清国の役人から凶悪な朝鮮の暴君という意味でつけられた）」と嘲られ様々な侮辱を受けたが、大院君は表向きそれを笑って甘受しながらも、盛んに手紙を書いて事態打開を画策していた。
| 明日ここをから出発すれば二日後には天津に到着する。この書は隠密しておき伝便を送るので、中身を見てほしい。 1884年旧暦7月15日、船の中で密かに書いた手紙 |

| 今は何も出来ずに日々を過ごしています。ただ情けなくて仕方ありません。自分の寿命も短くなっております。長男が安らかに過ごしていることを願っています。 1884年旧暦10月12日、保留中に書いた手紙 |

大院君の救援の手紙を何度も受けた完興君は1884年6月から船便で往来する。1885年、閔氏政権が親露・親日などの傾向を見せて清を牽制しようとすると、ロシアを牽制しようとする清政府と袁世凱などの政治的な計算から、大院君は4年ぶりに帰国することになった。大院君に戻られては困る閔妃は清政府に何度も密書を送り、安東金氏出身の金明圭は天津に赴いて帰国反対を上奏したが、1885年初め、袁世凱は大院君の帰国を手配し、8月に大院君は仁川港に到着した。高宗は大院君を迎えに行くが、顔を背け帰った。だが雲峴宮に帰った際、愛妾の死を聞いて大号泣したという。

#### 大院君爆殺計画
1887年、大院君は袁世凱と密談し、高宗を廃位し完興君を王位に擁立する事を話し合うが、袁世凱は難色を示したため破談となった。失望した大院君の元に1890年、東学党の主要人物の全琫準が訪ねてきた。大院君は全琫準を保護し、1892年まで門客とした。後に、この縁で東学農民軍と通じる事となる。1892年春、永宣君が統衛使に着任した時期、大院君の居所である雲峴宮および完興君・永宣君の居所にも爆弾が仕掛けられていたことが発覚。この事件で宮中では閔妃が閔升鎬爆殺事件の報復のために大院君一家を殺害を画策したという批判が浴びせられた。以後、大院君は刺客と爆殺を恐れるようになり、雲峴宮には国王の親衛隊の一部が護衛に当たった。

#### 東学党との内通

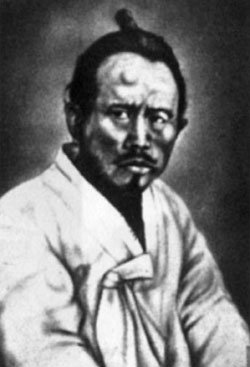
全琫準

1893年2月、大院君の元を出ていた全琫準は地方から再び漢城府に上京し、大院君と面談した。そこで決起の意思を伝え、大院君は東学党を影から支援する密約を結んだ。面談後の全琫準は全羅北道古阜郡に下って同志を募り、「東学党は人間は皆平等であることを知らしめ、欲に目がくらむ貪官汚吏どもを成敗し、新しい世へ導く」と宣言して多くの青年を集めた。東学党は忠清北道報恩郡で決起し、漢城府に上京して景福宮の前で弊政改革案と貪官汚吏の罷免を要求する上疏を提出したが、漢城府は軍隊を出動させたため、やむ無く解散した。しかしこの事件は中央官僚と民衆に大きな影響を与えた。さらに上京してくる東学党の集団に、大院君は永宣君を王位に擁立することも提唱させるが、通らなかった。

### 抗争期

#### 政権転覆
大院君はなおも諦めず、全琫準を通じて東学党の指導者と引見し、穏健派の指導者数名に自らを摂政に復位させる事を約束させた。1894年に勃発した甲午農民戦争は大院君が事大党の閔妃派を駆逐するために起こさせたともいわれる。清・露を後ろ盾とする閔妃派に対し、両国と対抗する日本を味方につけることを画策した大院君は、同年6月22日、側近2人を公使館へ送り込み、閔妃の廃位及び閔妃派の官職追放について大鳥圭介日本公使の同意を得ようとするが、日本側はなかなか返答せず、永宣君を日本公使館に送り込み説得させようとするが、この間に杉村書記官をはじめとする日本公使館要員が反対したため、大院君は挫折した。
閔妃派を宮中から除くことに失敗したが、執権を掌っている大院君はあきらめず、永宣君を別入直待令医官に任命することで高宗及び閔妃を監視し、閔妃の廃位を画策する。だがこの頃、甲午農民戦争は鎮圧される。大院君は驚くものの、日本側から摂政にたてることを約束され、日本軍の護衛で宮中に出廷した大院君は再度執権を掌握し、甲午農民戦争の首謀者の一件については、国父だという不文律でまたしても免れる事ができた。

#### 第三次執政期
1894年7月大院君は日本に押し立てられて第三次政権を樹立した。この政権は一定の範囲内での権限行使が容認され、それ以外は日本が裁決する、半ば傀儡政権であった。摂政に再任された大院君は朝鮮を独立させる為の内政改革（甲午改革）を行った。しかし、大院君が押し進めた政策は日本側の望む改革とは異なり、わずか1ヶ月で摂政の座から下ろされた。だが大権はまだ保持しており、大院君は高宗を廃位して永宣君を王位に推戴することを画策し、数十万の東学軍を動かして日本を追い払おうとしたが、逆に裏目に出て日清戦争に発展してしまう。しかし大院君は王位推戴をあきらめず、外国大使には自身の息子である高宗は老衰し、元々徳すらもないと説得しようとした。

#### 王位推戴と日清戦争

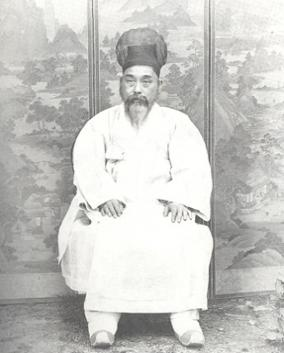
永宣君

大院君は嫡長孫永宣君の王位擁立の方策を側近2人に思案させた。その結果、数十万の農民軍を上京させて永宣君擁立を提唱させ、王宮内に浪人を隠匿しておき、農民軍を討伐するという名目で兵を出動させた機に、内外から宮中にいる日本軍を追放する。仮に日本が朝鮮軍及び農民軍の鎮圧に群を動員したとしても、そうなれば清国も座視しておけず鎮圧を名目に進軍してくるので、これと裏交渉して結託し日本軍を追い払うというものであった。このために吏曹判書であった永宣君を再び統衛使に異動させ兵権を掌握した。農民軍にも根回しして果川と水原に兵を結集させて漢陽を攻撃し、日本軍撃退計画を実行に移した。この戦いで一時的に日本側を後退させることができた。大院君は日本を追い払うことが出来たら、開化派の中心人物を殺害し、高宗を上王にして閔妃及び世子を廃位することを決定した。ところが、平壌の戦いに敗れて以後の清国側は大院君とその意を受けた東学軍が満足な行動を起こす間もなく敗戦へほぼ一直線の有様で、大院君は日本公使館に呼び出され、引退を勧められた。

#### 開化派排除
戦時中の1894年9月、開化派の許曄・李秉煇は大院君の計略を摘発されるとすぐさま、大院君は開化派の李允用の官職剥奪をおこなった。さらに開化派暗殺計画を企て、刺客を集めて殺生簿（暗殺の標的リスト）を作って金嘉鎮・金鶴羽・金弘集・李完用・兪吉濬を上げて1894年9月14日から9月30日まで四回に渡って書簡を送り暗殺を命じた。警護がいない金鶴羽の他、日本軍の護衛がついている2人も殺害し、さらに他の開化派の暗殺を試みるがこれは果たせなかった。1894年10月中旬、事件を受けて日本側は大院君に引退を勧めるが大院君は拒絶。井上馨は金弘集の内閣を設立し、翌年に入って金鶴羽殺害事件の首謀者に指名された永宣君は死刑を宣告されるが、大院君から井上馨への必死の説得で永宣君は流罪に減刑、大院君は雲峴宮に日本側の監視つきで事実上幽閉された。

### 終末期

#### 開化派包摂
大院君は先の事件で大権を喪失していたが、永宣君を閔妃派によって流刑にされた報復を諦めず、開化派へ接近を図る。1895年、大院君は開化派を保護・支持して金弘集・兪吉濬などを抱き込み、一部の実権を掌握できた。大院君は閔妃暗殺を画策し始める。計画には東学農民軍の力や、ロシアの台頭で立場の行き詰った日本も引き込むことができると踏んだ。その読みどおり、新たに赴任してきた次期日本公使三浦梧楼は大院君と接触を持った。最初は慎重な態度を示すが、三浦梧楼によって監視を緩くされると次第に日本公使館に密かに出入りするようになり、兪吉濬らは何事かと聞いた。8月16日、閔妃暗殺の覚書に署名した。内容は大院君は宮中を監督し、国王を補佐する、だが政治に関しては口出ししないこととあった。この際長男完興君も署名した。翌日、大院君は自身の偉業と閔妃一族の悪行を記した告由文を漢城府全域に貼り付けさせた。閔妃派の後ろ盾についているロシアとフランス側は暗殺計画の存在を知って、早急に首謀者調べを行ったが、その対応は一足遅かった。

#### 乙未事変
10月7日、閔妃派はかねてより疎んじていた、日本側関与により創設された訓練隊の解散と武装解除を通告したが、これは閔妃派一掃にむけた闘争心を増した。翌日、宮中を監督していた大院君は刺客を宮中に入れる為裏門を開放し、密かに訓練隊を侵入させた。明け方第1大隊長李斗璜・第2大隊長禹範善そして日本人士官の指揮による日本人男性が侍衛隊を強襲して破り、騒動の中で閔妃の邸内に侵入し、閔妃の邸内の女官に掴みかかって閔妃の居所を厳しく詰問した。殿舎に入って宮女3人が死亡したこと、追ってその内の1人が閔妃であることが確認された。閔妃の遺体は焼かれていた。事件は速やかに報告され、大院君はすぐに高宗がいる乾清宮に参内した。高宗は恐怖に怯えており、また大院君と決裂していた。大院君は完興君を使って高宗をなだめるが、高宗は悲しみと同時に怒りを覚えていた。10日、大院君は閔妃の地位を平民に格下げした。同日の昼、兪吉濬は事態の収拾のためにアメリカ側に今回の事件は大院君がいると述べて事態を収拾しようとした。さらに大院君は嫡長孫永宣君を流刑地から逃亡させた。

#### 老後
乙未事変後、日本側の公約によって大院君は雲峴宮に幽閉された。閔妃へ積年の恨みを晴らした後の大院君は衰えが目立ち始める。1896年俄館播遷（高宗がロシア公使館に移って朝鮮王国の執政を行う出来事）が起こると揚州に隠居した。この頃すでに権力欲はなくなっていたが、1898年1月に長年連れ添ってきた驪興府大夫人閔氏が死去すると、さらに大院君は気力を失い、翌月22日に雲峴宮で薨去した。享年79（満77歳）。

## 死後
大院君の葬儀は七日間行われ、多くの人波の中で埋葬されてゆくが、高宗は葬儀に参加しなかった。廟号は興園、別称は上奉国太公であった。高宗は大院君に関心を示さなかったが、孫の純宗が即位すると、掌礼院卿李重夏が大院君を王に追尊することを提案し、1907年10月1日大院王に追号され、諡号を献懿とし、合わせて献懿大院王と呼ばれた。1898年5月16日大院王に追号された同時に驪興順穆大院王妃閔氏の称号を与えられた驪興府大夫人閔氏の共同葬儀が執り行われ、京畿道高陽郡孔徳里に埋葬された。1908年、坡州郡雲川面大徳洞に転葬され、「興園」に格上げされた。1966年、現在の南楊州市に移された。

## 略歴と年表
興宣大院君と関連の深い年表を示す。

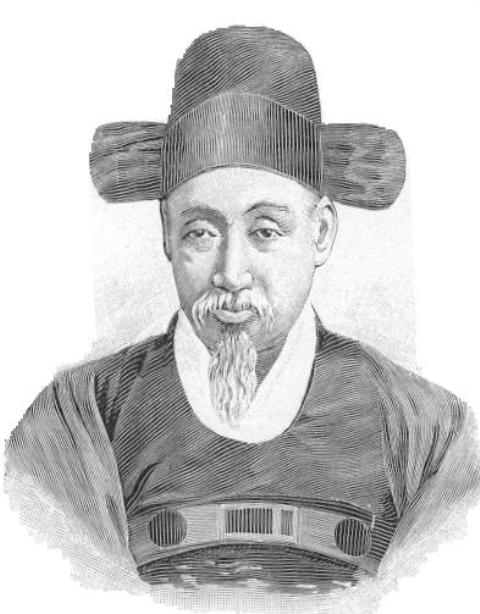
1870年代の肖像画

- 1805年 - 安東金氏による権勢政治 （ → 1863年まで）
- 1821年1月24日 - 英祖の曾孫として出生
- 1852年7月25日 - 驪興府大夫人閔氏との間に次男命福誕生（後の高宗）
- 1862年 - 壬戌民乱（慶尚道晋州を中心にした大規模な民衆反乱）
- 1863年
  - 12月8日 - 哲宗が後嗣なく死去
  - 12月13日 - 先々代王憲宗の母で孝明世子嬪 神貞王后とで、孝明世子の養子として自己の第2子李命福（当時11歳、後の高宗）を世子とし、自ら大院君となって摂政政治を開始
- 1865年
  - 景福宮の重建工事のために営建都監（国家的建設を担当した臨時官庁）を置く
  - 重建工事の費用捻出のため願納銭を広く大規模に集める
- 1866年
  - 2月 - 天主教を大弾圧開始（絶種断族の刑）→丙寅邪獄
  - 興宣大院君の夫人閔氏の推挙で閔妃を王妃とする
  - 9月 - ゼネラル＝シャーマン号事件→丙寅洋擾
  - ラ・ゲリエル号などフランス艦隊7隻、江華府城を約1カ月間占領→丙寅洋擾
  - 10月 - 丙寅教獄（ベルヌー司教等外国人宣教師10名処刑）→丙寅洋擾
  - 11月6日 - 景福宮の重建工事の費用のために当百銭（1867年6月17日に中止）鋳造（物価の急激な上昇）
- 1869年
  - 6月 - 蔚山などに外国船打ち払いの砲台砲軍をおく[5]
- 1871年
  - 5月9日 - 軍布法を廃止して戸布法を実施[6]
  - 6月 - 米国ジェネラル・シャーマン号事件の報復として江華島侵攻（辛未洋擾）
  - 斥和碑（斥洋碑）を全国八道四都に設置
- 1873年
  - 11月3日 - 崔益鉉、大院君政治を批判する「上疏」
  - 高宗親政、大院君失脚（摂政の座を降りる）（癸酉政変）
  - 閔氏が政権を取る。大院派の人々は追放・流配・処刑等で追放。
  - 閔氏一族の官吏30数名高官に。
  - 12月10日 - 閔妃の宮殿に仕掛けられた爆弾が爆発[7]
- 1874年
  - 3月 - 閔妃男子「坧」出産（後の純宗）
  - 宮女である李尚宮と高宗の長男「完和君」を世子とする大院君派と坧を世子としたい閔妃派で争い
  - 11月 - 閔氏一族の最高実力者である義兄・閔升鎬宅に爆弾、彼と母子が爆死
- 1875年
  - 8月 - 閔妃派、李裕元を世子冊封の奏請使として清へ。王世子（世継ぎ）として認められる（翌年1月帰国）
  - 9月 - 江華島事件→日朝修好条規
  - 11月 - 大院君の兄・李最応の家に火が放たれる事件
- 1876年
  - 2月27日 - 日朝修好条規
- 1877年 - 高宗第5男子平吉誕生（1891年義和君に封じられる）
- 1880年 - 大院君が世子候補として推薦した「完和君」（高宗の長男）が変死
- 1882年
  - 1月 - 純宗、戴冠式
  - 閔一族の高官閔台鎬の娘が世子嬪（皇太子妃）と決まる（後の純明孝皇后閔氏）
  - 7月 - 壬午事変。 閔妃は昌徳宮から脱出し閔応植に匿われる。[8]日本公使館包囲、焼き討ち、堀本工兵少尉ら数十名が死傷、花房義質公使ら逃亡→済物浦条約（8月30日）
  - 8月26日 - 壬午事変の策動容疑で 大院君、清へ連行[9]
- 1884年
  - 12月 - 甲申政変 日本軍、王宮を占領。 閔妃失脚。
  - 閔一族の閔台鎬（純宗の妃 純明皇后の父）、閔泳穆、趙寧夏らが殺され、閔泳翊は重傷を負う。
  - 閔妃 袁世凱に清軍の助けで政権奪回。日本公使館焼失、居留民被害。（→漢城条約、天津条約）
  - 金玉均、朴泳孝、徐載弼らは3日間で失脚 日本へ亡命（家族は服毒自殺、処刑等）
- 1885年
  - 1月9日 - 日朝 漢城条約（日本：井上馨、朝鮮：金弘集）
  - 4月15日 - 巨文島事件（イギリスが巨文島を占拠）
  - 4月18日 - 日清 天津条約（日本：伊藤博文、清：李鴻章）日清両軍の撤退
  - 朝露密約。日本 清に大院君の帰還要請。閔妃側 大院君帰国の通達に難色
  - 10月3日 - 大院君、清から帰国（仁川）
- 1892年
  - 6月 - 閔妃の大院君殺害陰謀（大院君邸内爆弾による火災）[10]
- 1894年
  - 3月28日 - 閔政権、上海に刺客洪鍾宇を送り、開化派の金玉均を暗殺
  - 金玉均の遺体は清の軍艦威靖により朝鮮に届けられた。遺体は六支の極刑。（父は死刑、母は自殺、弟は獄死、妻の兪氏は、奴婢として売られる）
  - 5月31日 - 農民軍全州占領。清と日本は出兵（甲午農民戦争→全州和約（6月））
  - 7月 - 日本軍が王宮包囲、開化派中心の政権成立。閔氏政権を倒すクーデター
  - 金弘集を中心とする政権 甲午改革
  - 8月1日 - 日清戦争宣戦布告
- 1895年
  - 3月30日 - 日清休戦条約
  - 4月17日 - 下関条約
  - 5月4日 - 三国干渉受諾（閔妃、親露政策へ）
  - 7月6日 - 閔妃、ロシア公使ウェバー[11]とロシア軍の力を借りクーデターに成功 [12]
  - 7月10日 - 閔妃に関する謀議の風説の報告[12] 朴泳孝は閔妃殺害計画を謀議したとされと京城を脱出、釜山経由で亡命
  - 9月1日 - 三浦梧楼、韓国駐在公使として着任
  - 10月7日 - 閔妃派政権、訓錬隊の解散と武装解除を通告
  - 10月8日 - 閔妃暗殺される（乙未事変）[13]
  - 10月10日 - 大院君の提言で閔妃が王妃の身分を剥奪され平民とされる[14]
- 1897年 - 大韓帝国の成立とともに献懿大院王の尊号を受ける
- 1898年
  - 2月22日 - 79歳で死去

## 家系

### 父母
- 父 南延君 李球 1788年 - 1836年
- 母 郡夫人驪興閔氏

### 妻子
- 正妻 驪興純穆大院妃閔氏　1818年 - 1898年1月
- 長男 完興君　李載冕　1845年 - 1912年
  - 嫡長孫 永宣君　李埈鎔　1870年 - 1917年
- 次男 高宗 李㷩　1852年7月25日 - 1919年1月21日
- 長女 趙慶鎬（後に男爵の爵位）と結婚
- 次女 趙鼎九（後に男爵の爵位）と結婚
- 側妻 李氏　1884年 - 1978年 -- 驪州李氏、李麟九の娘
- 庶子（男） 李載先 ? - 1881年5月 -- 高宗廃位事件で閔妃一派に捕らえられ済州島へ流配後、賜薬の刑
- 庶子（女） 李允用（李完用の兄、後に男爵の爵位）と結婚

## 系図
興宣大院君の親類・近親・祖先の詳細

## 登場作品
映画
- 『炎のように蝶のように』（2009年）演：チョン・ホジン
- 『花、香る歌』（2015年）演：キム・ナムギル
- 『古山子(コサンジャ) 王朝に背いた男』（2016年）演：ユ・ジュンサン
- 『風水師 王の運命を決めた男』（2018年）演：チソン

テレビドラマ
- 『風雲』（1982年/KBS/日本未公開）演：イ・スンジェ
- 『朝鮮王朝五百年 大院君』（1990年/MBC/日本未公開）演：イム・ドンジン
- 『明成皇后』（2001-2002年/KBS）演：ユ・ドングン
- 『Dr. JIN』（2012年/MBC）演：イ・ボムス
- 『朝鮮ガンマン』（2014年/KBS）、演：ユン・スンウォン
- 『ミスター・サンシャイン』（2018年、TvN）演：チェ・ジョンウォン
- 『緑豆の花』（2019年、SBS）演：チョン・グックァン
- 『風と雲と雨』（2020年、TV朝鮮）演：チョン・グァンリョル

## 最近の話題
1. 大院君が別荘として使っていた「石坡亭（ソクパジョン）」（ソウル市有形文化財・第26号）が競売で落札された。
  - 競売を伝える新聞報道 (2006.01.13)
  - 大院君別荘

## 画像

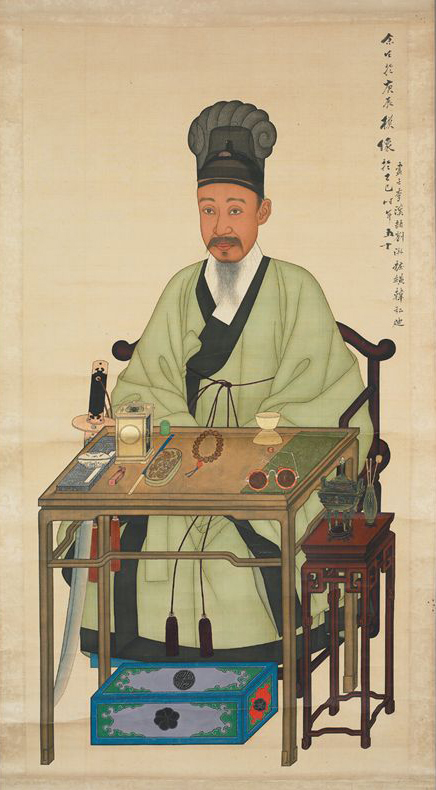
1869年の肖像画
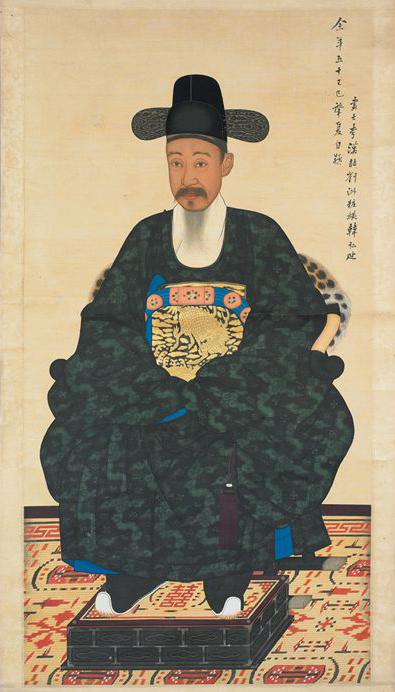
1869年の肖像画
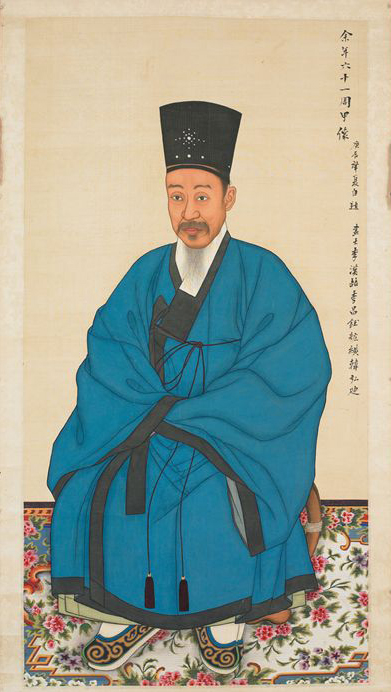
1880年の肖像画
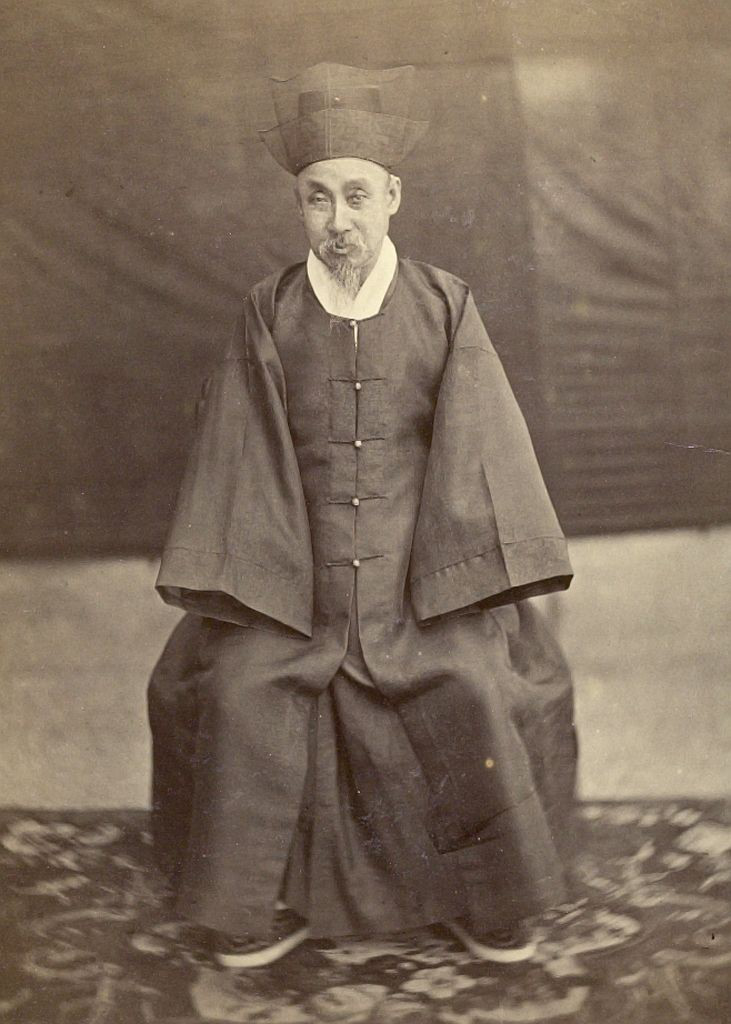
大院君の写真